# Kodeks 0217
Kodeks 0217 (Gregory-Aland no. 0217) – grecki kodeks uncjalny Nowego Testamentu na pergaminie, paleograficznie datowany na V wiek. Do naszych czasów zachował się fragment jednej karty kodeksu. Jest przechowywany w Wiedniu.

## Opis
Do dziś (1995) zachował się fragment jednej karty, z tekstem Ewangelii Jana (11,57-12,7). Oryginalne karty kodeksu miały rozmiar 13 na 9 cm, zachowany fragment ma rozmiary 4,6 na 12 cm.
Tekst pisany jest dwoma kolumnami na stronę, w 19 linijkach w kolumnie.

## Tekst
Fragment reprezentuje mieszaną tradycję tekstualną. Kurt Aland zaklasyfikował go do kategorii III, co oznacza, że jest ważny dla poznania historii tekstu Nowego Testamentu.

## Historia
Rękopis datowany jest przez INTF na V wiek . Peter Sanz sądził, że fragment pochodzi z Fajum.
Na listę rękopisów Nowego Testamentu wciągnął go Kurt Aland w 1953 roku, oznaczając go przy pomocy siglum 0217.
Tekst fragmentu opublikowali Schmid, Parker i Elliott w 2007 oraz Porterowie w 2008 roku.
Rękopis przechowywany jest w Austriackiej Bibliotece Narodowej (Pap. G. 39212) w Wiedniu .